# HL7
HL7 (Health Level 7) is een internationale standaard voor elektronische uitwisseling van medische, financiële en administratieve gegevens tussen zorginformatiesystemen. De standaard wordt gedefinieerd door de gelijknamige organisatie.
In de gezondheidszorg wordt op grote schaal gebruikgemaakt van geautomatiseerde systemen, zowel in de vorm van software (bijvoorbeeld elektronisch patiëntendossier, het Ziekenhuis Informatie Systeem, RIS, administratief/financiële applicaties, laboratoriumsysteem, Huisarts Informatie Systeem) als hardware (bijvoorbeeld CT- en ECG-apparatuur). De gegevensuitwisseling tussen deze systemen vindt plaats door middel van het uitwisselen van elektronische berichten. De structuur van die berichten wordt gedefinieerd door standaarden zoals HL7. Naast HL7 wordt in de gezondheidszorg eveneens gebruikgemaakt van onder andere de DICOM- en EDIFACT-EDI-standaarden.

## Organisatie
De HL7-organisatie is in 1987 ontstaan in de Verenigde Staten en was initieel alleen gericht op de gezondheidszorg in dat land. Begin jaren 90 werd de belangrijkste HL7-standaard in andere landen geïmplementeerd; inmiddels is de organisatie wereldwijd actief in meer dan 30 landen.
Alle landen waar HL7 actief is, hebben een lokale organisatie die verantwoordelijk is voor het beheer van de HL7-standaarden, het uitbreiden/aanpassen van de internationale HL7-standaarden aan de lokale situatie, en het inbrengen van lokale vereisten en uitbreidingen in het ontwikkelproces van de internationale HL7-standaarden.
In Nederland wordt deze rol gespeeld door de Stichting HL7 Nederland. De stichting bestaat uit een bestuur, een technische stuurcommissie met een aantal technische commissies, een projectbureau en HL7 University. Leden zijn de algemene en universitaire ziekenhuizen, de GGZ, de eerstelijnszorg en de AWBZ. Daarnaast zijn vrijwel alle leveranciers van zorginformatiesystemen en afdelingssystemen lid van de stichting. Sinds 2020 is er ook een HL7 afdeling in België.
De HL7-standaard wordt ontwikkeld door vrijwilligers volgens een democratisch proces, waarbij de ontwerpstandaarden meerdere stemrondes moeten doorlopen alvorens zij worden afgesloten. Doorgaans zijn de vrijwilligers naast HL7 eveneens betrokken bij de ontwikkeling of het beheer van gerelateerde standaarden en initiatieven (bijvoorbeeld DICOM en IHE). In Frankrijk onderhoudt de organisatie HL7 - HPRIM naast HL7 ook de eigen Franse HPRIM standaard.

## Standaarden
De belangrijkste HL7 standaarden zijn:
- HL7 versie 2.x (v2)
  - v2 Berichten: beschrijft een set berichtformaten voor gegevensuitwisseling (tussen softwareapplicaties) in ziekenhuizen. De berichtsyntaxis is propriëtair en wordt gekenmerkt door gebruik van het |-karakter als veldscheidingsteken. Er zijn meerdere subversies van HL7 versie 2 verschenen (2.1, 2.2, 2.3, 2.3.1, 2.4, 2.5, 2.6) - deze staan collectief bekend als versie 2.x. Een nieuwe subversie is backwards compatible met eerdere subversies.
- HL7 versie 3 (v3)
  - Het Referentie Informatie Model (RIM - ISO/HL7 2173): een gegevens model dat de basis vormt voor afgeleide modellen zoals deze worden gebruikt in v3 Berichten of v3 Documenten.
  - HL7 Development Framework (HDF - ISO/HL7 17113): een ontwikkelmethodologie voor het modelleren van administratieve en klinische zorgprocessen. De ontwikkelmethode is UML-gebaseerd en objectgeoriënteerd.
  - v3 Berichten: een set berichtformaten voor gegevensuitwisseling tussen softwareapplicaties, met name die uitwisselingen die plaatsvinden tussen organisaties in de zorg. De berichtsyntaxis is XML.
  - v3 Documenten: de Clinical Document Architecture (CDA - ISO 27932) beschrijft een uitwisselingsformaat voor documenten in de zorgsector (bijvoorbeeld een ontslagbrief van een ziekenhuis naar een huisarts). De documentsyntaxis is XML.
- CCOW: beschrijft een gestandaardiseerde methode om zeker te stellen dat twee of meer applicaties die geopend zijn op een desktop allen een en dezelfde context (patiënt, bezoek, ingelogde gebruiker) met zich geassocieerd hebben. Het delen van context tussen applicaties is vooral gewenst om te voorkomen dat zorggegevens van een patiënt betrokken worden bij het zorgproces van een andere patiënt.
- Arden Syntax: beschrijft hoe kennis (over zorgprocessen) gestructureerd kan worden opgeslagen, en hoe deze gebruikt kan worden om medische beslissingen te ondersteunen.
- FHIR: Voor de digitale ondersteuning van de patiënt als ketenpartner in de eerste en tweede lijn wordt door de branche FHIR aangeraden voor gegevensuitwisseling met Keten informatiesystemen (KIS-en) en ziekenhuis informatiesystemen (ZIS-en). Deze standaard is relatief eenvoudiger en goedkoper te ontwikkelen dan HL7 V3 en CDA en is uitgebreid genoeg voor het individueel zorgplan.

In Nederland en België wordt de HL7 versie 2 standaard toegepast in vrijwel alle ziekenhuizen. HL7 versie 3 wordt in Nederland als standaard toegepast binnen de lopende ontwikkeling van een nationale infrastructuur voor het uitwisselen van patiëntgegevens (Aorta, geïnitieerd door het Ministerie van Volksgezondheid, Welzijn en Sport). Via deze infrastructuur, die NICTIZ in opdracht van het ministerie van VWS ontwikkelt, kunnen zorginstellingen informatie in elkaars systeem opvragen. Alle communicatie via deze infrastructuur vindt plaats op basis van HL7 versie 3.

## Naamgeving
De naam en het nummer in de naam verwijzen naar laag 7 in het OSI-model, de applicatielaag. HL7 is gedefinieerd op dat niveau, wat betekent dan men geen rekening moet houden met de connectiviteit, het transport of de veiligheid van de berichten, aangezien deze op de onderliggende lagen gedefinieerd zijn.